# Émile Poilvé
Émile Marieange Poilvé (* 19. September 1903 in Mégrit, Côtes-d’Armor; † 11. Oktober 1962 in Lescouët-Jugon, heute zu Jugon-les-Lacs) war ein französischer Ringer. Er war Olympiasieger 1936 im freien Stil im Mittelgewicht.

## Werdegang
Émile Poilvé stammte aus Nordfrankreich, wo er als Jugendlicher mit dem Ringen begann. Auf der internationalen Ringermatte erschien er erstmals im Jahre 1930, als er bei der Europameisterschaft im freien Stil in Brüssel im Mittelgewicht den 3. Platz belegte und damit gleich eine Medaille gewann. Im Finale unterlag er dabei dem Schweizer Hermann Gehri.
1932 wurde er zu den Olympischen Spielen in Los Angeles entsandt. Im freien Stil gelang ihm dabei im Mittelgewicht ein Sieg über den Kanadier Donald Stockton. Dann traf er aber auf die Spitzenringer József Tunyogi aus Ungarn und Ivar Johansson aus Schweden, gegen die er unterlag. In der Endabrechnung kam er damit auf den 5. Platz. Er startete in Los Angeles auch im griechisch-römischen Stil. Er unterlag in seinem ersten Kampf gegen den späteren Olympiasieger Väinö Kokkinen aus Finnland und musste danach verletzt aufgeben. 
In den folgenden Jahren kämpfte er in Frankreich mit Jean Jourlin um die Vorherrschaft im Mittelgewicht im freien Stil. In den Jahren 1933 bis 1935 setzte sich dabei Jean Jourlin durch. Émile Poilvé war erst wieder 1935 bei der Europameisterschaft in Brüssel am Start. Dabei musste er aber im Halbschwergewicht starten, weil Jourlin im Mittelgewicht rang. Im Halbschwergewicht kam Émile Poilvé nicht zurecht, denn er verlor bei dieser Europameisterschaft seine Kämpfe gegen August Neo aus Estland, Edvard Virag aus Ungarn und Hubert Prokop aus der Tschechoslowakei und kam deshalb nur auf den 8. Platz.
Im Jahre 1936 wurde Émile Poilvé bei den Olympischen Spielen in Berlin wieder im Mittelgewicht eingesetzt, während Jean Jourlin dort im Weltergewicht startete. Émile Poilvé war in Berlin in hervorragender Form und besiegte nacheinander Perry Evans aus Kanada, Kyösti Luukko aus Finnland, Leslie Jeffers aus Großbritannien, Jaroslav Sysel aus der Tschechoslowakei, Ernst Krebs aus der Schweiz und Richard Voliva aus den Vereinigten Staaten und gewann damit in überlegener Manier die Goldmedaille.
1937 wechselte Émile Poilvé zu den Berufsringern (Catch as catch can). Er startete dabei in europäischen und nordamerikanischen Ringen. Dabei stand er noch 1960 auf der Matte.

## Internationale Erfolge
(OS = Olympische Spiele, EM = Europameisterschaft, F = freier Stil, GR = griechisch-römischer Stil, Mi = Mittelgewicht, Hs = Halbschwergewicht, damals bis 79 kg bzw. 97 kg Körpergewicht)
- 1930, 3. Platz, EM in Brüssel, F, Mi, mit Siegen über Stanley Bissell, Großbritannien und Nils Landberg, Schweden und einer Niederlage gegen Hermann Gehri, Schweiz;
- 1932, 5. Platz, OS in Los Angeles, F, Mi, mit einem Sieg über Donald Stockton, Kanada und Niederlagen gegen József Tunyogi, Ungarn und Ivar Johansson, Schweden;
- 1932, unpl., OS in Los Angeles, GR, Mi, nach einer Niederlage gegen Väinö Kokkinen, Finnland, Aufgabe wegen Verletzung;
- 1935, 8. Platz, EM in Brüssel, F, Hs, nach Niederlagen gegen August Neo, Estland, Edvard Virag, Ungarn und Hubert Prokop, Tschechoslowakei;
- 1936, Goldmedaille, OS in Berlin, F, Mi, mit Siegen über Perry Evans, Kanada, Kyösti Luukko, Finnland, Leslie Jeffers, Großbritannien, Jaroslav Sysel, Tschechoslowakei, Ernst Krebs, Schweiz und Richard Voliva, USA